# فرودگاه سیونا
فرودگاه سیونا (به انگلیسی: Siuna Airport) یک فرودگاه همگانی با کد یاتا SIU است که یک باند فرود آسفالت دارد و طول باند آن ۱۱۳۰ متر است. این فرودگاه در کشور نیکاراگوئه قرار دارد .

## شرکت‌های هواپیمایی و مقصدهای پروازی
| شرکت‌های هواپیمایی  | مقصدهای پروازی       |
| ------------------ | -------------------- |
| اویانکا نیکاراگوئه | اوگوستو سزار ساندینو |